# Røverhøvdingen
|  | Denne artikel er oprettet af botten PalnaBot ud fra en ekstern database. Den kan derfor have sproglige fejl eller mangler. Denne skabelon kan fjernes efter kontrol af indholdet. |

Røverhøvdingen er en stumfilm fra 1906 instrueret af Viggo Larsen.

## Handling
En røverbande overfalder en bankier. Det kommer til kamp med politiet. Røverhøvdingen flygter og dør.